# Niegocin

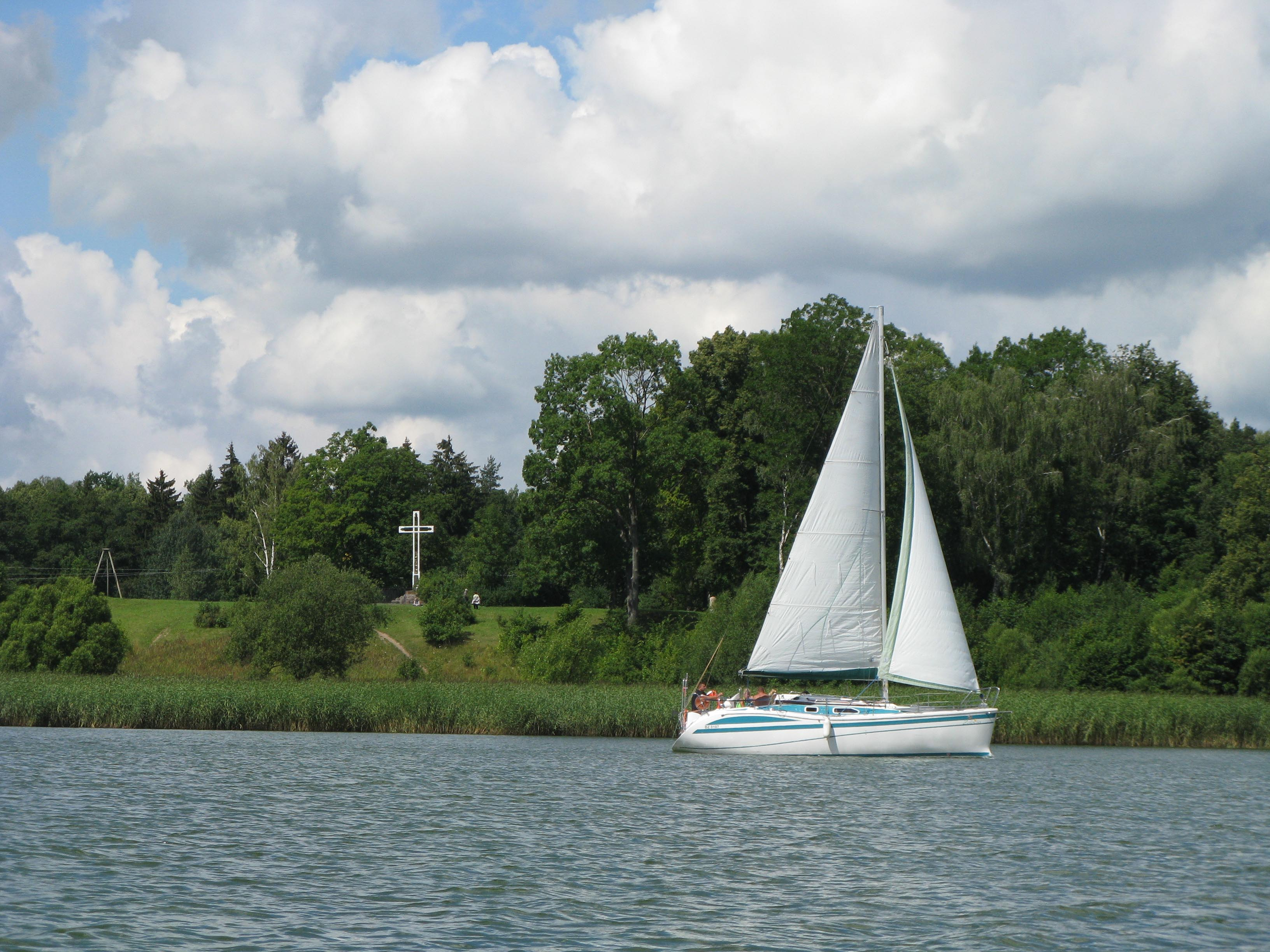
Widok z Niegocina na Wzgórze i Krzyż św. Brunona

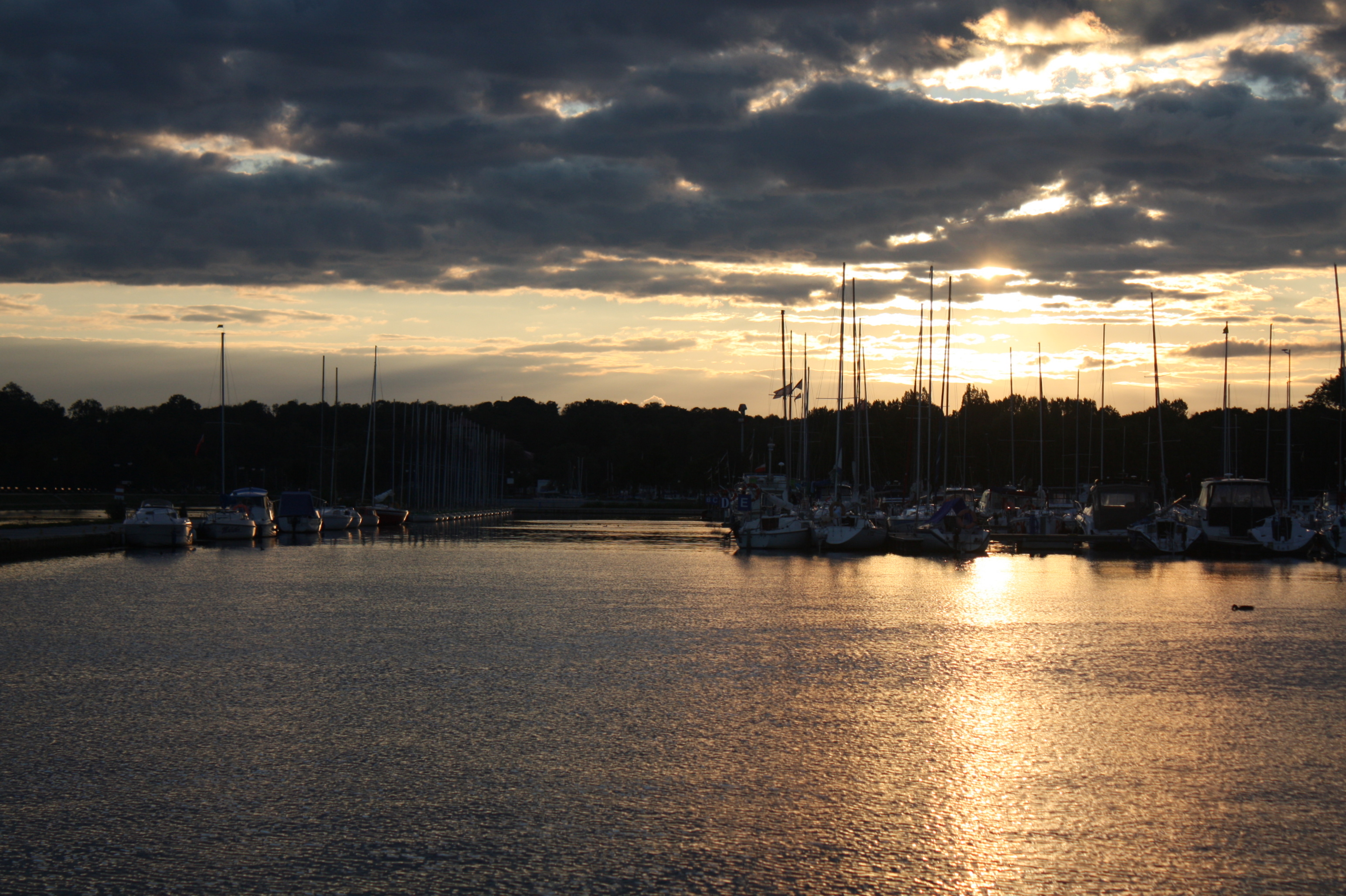
Port na Niegocinie w Giżycku po zachodzie słońca

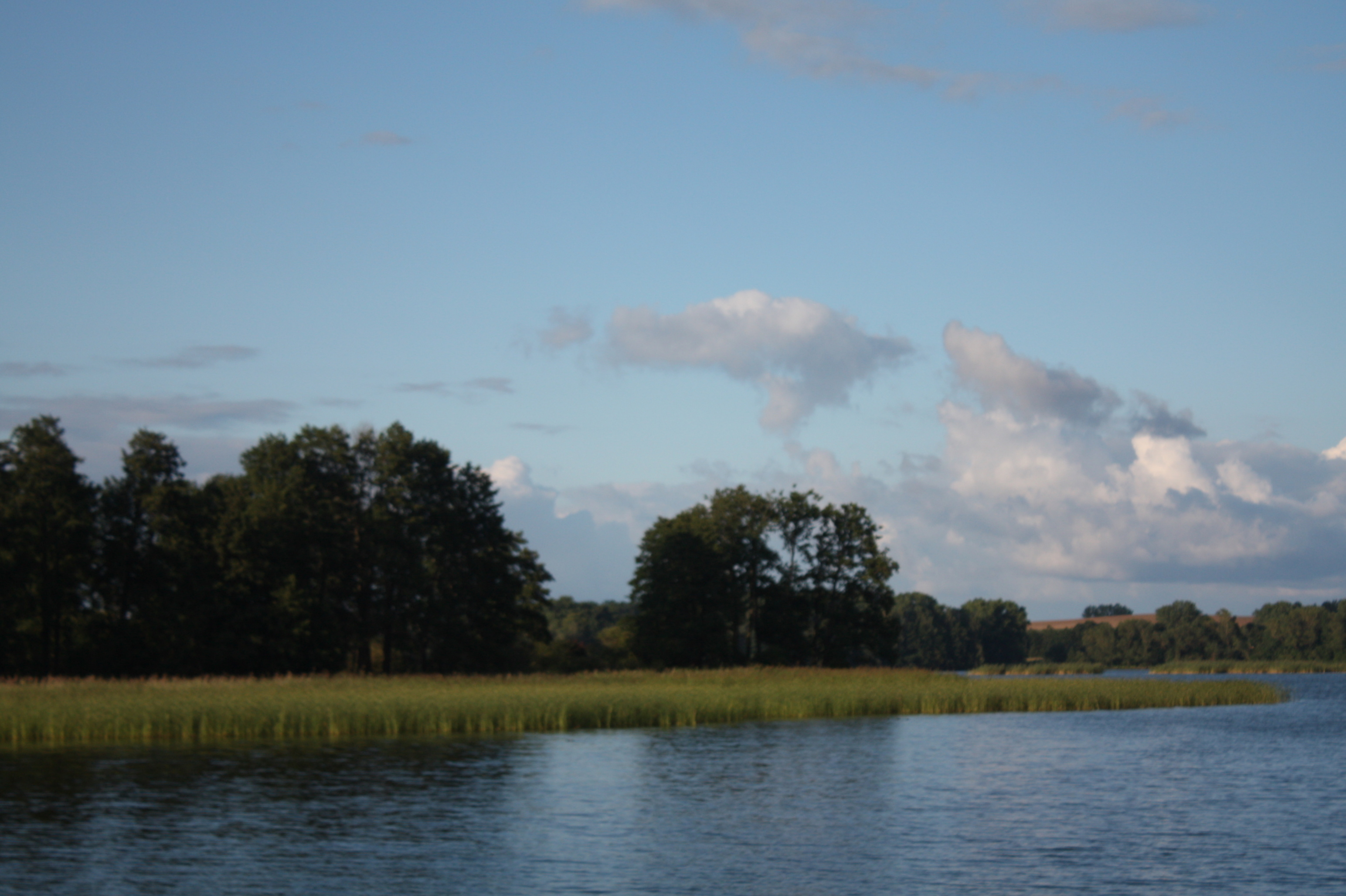
Widok na Grajewską Kępę zw. Wyspą Miłości (po lewej), jednej z wysp na Niegocinie

Mapa Niegocina (około 1816)

Niegocin (niem. Löwentinsee) – jezioro morenowe w Krainie Wielkich Jezior w województwie warmińsko-mazurskim; powierzchnia 2604 ha, głębokość do 39,7 m. Niegocin jest trzecim pod względem rozmiarów akwenem w Krainie Wielkich Jezior Mazurskich.
Jezioro Niegocin to jezioro wytopiskowe typu morenowego, sielawowego mające zróżnicowane dno z dużą liczbą zagłębień i rozległych płycizn śródjeziornych, brzegi jeziora są przeważnie niskie, północną część brzegu zajmują zabudowania miasta Giżycka. Linia brzegowa jest dobrze rozwinięta i ma długość ok. 35 km. W litoralu dominuje roślinność wynurzona (około 2/3 długości linii brzegowej) z gatunkami takimi jak trzcina pospolita. Roślinność zajmuje ponad 15% powierzchni dna jeziora. 
Na północy Niegocin łączy się z jeziorem Kisajno (część jeziora Mamry) przez kanały. Chcący przepłynąć na Kisajno mogą wybrać dwie drogi. Pierwsza z nich to wschodni Kanał Giżycki prowadzący przez Giżycko. Druga prowadzi przez Kanał Niegociński do jeziora Tajty i dalej przez krótki Kanał Piękna Góra. Na południu przez sieć jezior i kanałów (Jezioro Boczne, Kanał Kula, Jezioro Jagodne, Jezioro Szymoneckie (właściwie zatoka Jagodnego), Kanał Szymoński, Szymon, Kanał Mioduński, Kotek Wielki, Kanał Grunwaldzki, Tałtowisko, Kanał Tałcki) można dotrzeć do jeziora Tałty i dalej na Jezioro Mikołajskie i Śniardwy. 
Na północnym brzegu jeziora leży Giżycko, a na zachodnim Wilkasy. Przez Niegocin biegnie szlak żeglowny z Giżycka do Mikołajek, Rucianego-Nidy i do Pisza. Dwie największe zatoki traktowane są jako osobne jeziora. Chodzi tu o Jezioro Boczne na południowo-zachodnim brzegu (na szlaku do Mikołajek) i Jezioro Niałk na południowo-wschodnim końcu.  We wschodniej części jeziora znajduje się wyspa Grajewska Kępa.

## Historia
Jezioro po raz pierwszy wzmiankowane było w 1326 roku w łacińskim tekście jako Negothin. Jeszcze w XVI w. Niegocin i Jezioro Boczne, były oddzielnymi zbiornikami, a między Rydzewem a Bogaczewem istniało lądowe przejście. Świadczy o tym fakt, że do początków XVII w. plebania rydzewskiego kościoła znajdowała się w Bogaczewie. Dopiero na skutek przyboru wód jeziornych przeniesiono ją w pobliże kościoła.
Nazwę Niegocin wprowadzono urzędowo w 1949 roku, zastępując poprzednią niemiecką nazwę jeziora – Löwentin See.

## Czystość wód
Koniec lat 80. XX w.  to okres bardzo złej jakości wody w jeziorze. Niegocin praktycznie zamieniał się w biologiczną pustynię. W 1995 r. otwarto biologiczno-mechaniczną oczyszczalnię ścieków w Giżycku  i zlikwidowano galwanizernię w pobliskich Wilkasach, co radykalnie wpłynęło na stan środowiska biologicznego jeziora. Obecnie wody Niegocina zaliczane są do III klasy czystości. Korzystne zmiany są już widoczne i odczuwalne, ponieważ od 1998 roku można kąpać się w całym Niegocinie.
W latach 50. widzialność sięgała 3 m. Jezioro oceniono jako eutroficzne. Istnieje wiele punktowych źródeł zanieczyszczeń wokół jeziora. Zbiornik należy do II kategorii podatności na degradację. W porównaniu z latami poprzednimi obserwuje się nieznaczną poprawę jakości wody. Jezioro jest zasobne w związki biogenne, stężenia fosforanów wiosną oraz w hypolimnionie latem przekraczają wartości dopuszczalne dla I-III klas czystości. Stężenia fosforanów wskazują wartości pozaklasowe. Zauważalny jest stopniowy wzrost eutrofizacji jeziora, a wskaźniki sanitarne nie są korzystne i decydują o klasie czystości jeziora.

## Turystyka
Wokół jeziora położonych jest wiele ośrodków wypoczynkowych oraz atrakcyjne miejscowości turystyczne takie jak: Giżycko, Wilkasy, Rydzewo, Grajwo, Bystry i Strzelce.
Liczne przystanie w Giżycku i w Wilkasach są głównym punktem zainteresowania wodniaków uprawiających żeglugę turystyczną. Nad Niegocinem nie ma dzikich zakątków, odpowiednich na biwak. Rozległa tafla wody umożliwia urządzanie regat latem, natomiast zimą zamarznięta tafla Niegocina jest doskonałym terenem dla miłośników bojerów. Przez jezioro prowadzi także szlak rejsów statków wycieczkowych. 
Nad jeziorem jest plaża, kąpielisko, a także port Żeglugi Mazurskiej. W jezioro wcina się długie betonowe molo, a na zachód od niego rozciąga się park. Przy Kanale Łuczańskim, (Giżyckim) znajduje się budynek przedwojennego schroniska. Na drugą stronę przetoki można przejść przez most obrotowy, który został skonstruowany w II połowie XIX w. Poprzedni most obrotowy zawalił się w 1859 i władze miasta podjęły decyzję o wykonaniu nowego. Nowa konstrukcja została wykonana w 1889 i waży ponad 100 ton. Most jest obracany ręcznie przez jednego operatora. Jest przesuwany według rozkładu rejsów statków Żeglugi Mazurskiej. 